# 臺江內海

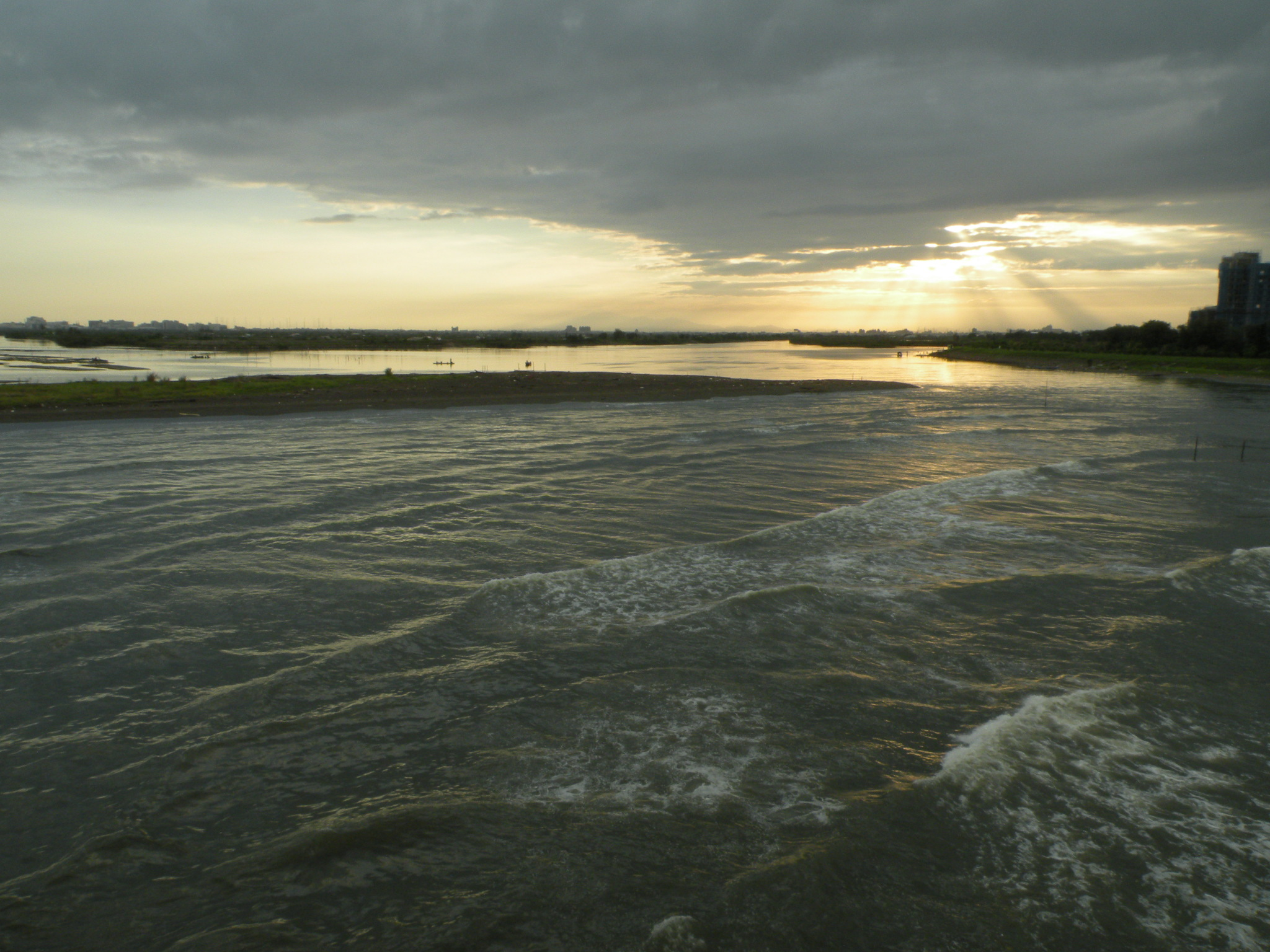
台江遺跡ー四草湖（四草大橋所見）

臺江內海為17世紀臺灣南部的一座大潟湖，簡稱臺江，現亦多寫為台江，「內海」（lāi-hái）則為台語「潟湖」之意。此湖位於台南海岸邊，是為台南市外海沙洲與海岸線中間所圍繞而成，長度約為數十公里。而內海中最大島嶼為大員。大部分水域今已淤積成為陸地。

## 名稱由來
早期漢人單以「內海仔」來稱呼此海域，此稱呼也至今仍沿用在臺江內海殘存的七股潟湖。而在古地圖上，則大多並未特別命名，最多在地圖上以鹿耳門為界標上「內海」、「外洋」。而在清乾隆晚期的〈臺灣前後山圖〉中，則將接近安平鎮一帶的內海標記為「安平鎮內海」。
「臺江」一名在臺南人的口語中早已失傳，但在古藉中屢見不鮮，最早則可追溯到康熙年間藍鼎元〈鯤身西港連戰大捷遂克府治露布〉一文中。而後清代文人的作品中，也多有出現「臺江」一詞。而關於「臺江」一詞的由來，有學者石萬壽認為是從「大港」的諧音轉變而來。另有學者翁佳音認為「大員」一詞所指稱的即是臺江內海，而大員又是從「大灣」轉變而來。王懷緗則認為「臺江」一詞在史料上皆明確出現在文人官員筆下，是文人從「臺灣之江海」而轉化成的便稱。近年因各項公共設施冠以「臺江」之名，此名才逐漸復振。

## 歷史

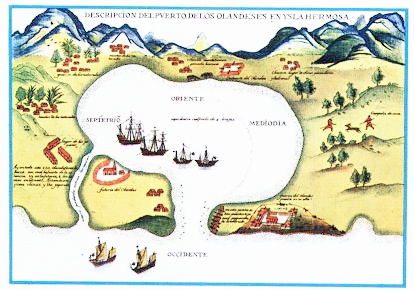
馬尼拉的西班牙人根據1626年澳門間諜Diaz情報所繪製之地圖，內海即台江

荷蘭人在17世紀抵達時，今臺灣的西南部仍為成群羅列的洲潟海岸。
清朝時，潟湖因曾文溪改道等因素而日漸淤積。一些地名可以佐證：例如西港區今不靠海，但由地名可知當時西港曾有內海的港口。
而在臺江內海及臺灣西南沿岸內海沙汕處及河川的來往，以舢舨小船為主要航行方式。收錄在1797年出版的《Le Pérouse航海地圖集》（Atlas du Voyage de la Pérouse）中的版畫，繪有被稱為「福爾摩沙船」（Bateau de Formose）的小船，具有接駁、轉運人與貨物往來的功能，在臺南地區將這種小船稱之為「手撐仔」（chhiú-the ah）。
道光三年（1823年）七月多日豪雨使漚汪溪改道，土石流致台江內海淤積。此後海船進出多賴四草湖港及國賽港兩外港。
原台江內海淤積後，最普遍的用途是闢為魚塭。在台灣日治時期時，抵達海濱的二鯤鯓砲臺（億載金城）尚需要竹筏。但台南市政府則於1980年代開發第五期重劃區，填平魚塭及遷移市政府至此後，目前已是台南市區至億載金城之間的陸地。
台江內海較大的遺跡是四草湖及鯤鯓湖。前者匯流鹽水溪、竹筏港、運鹽古運河、嘉南大排等河川，在安平及北汕尾之間出海，也是昔日安平舊港的所在地；後者則於戰後改建成為安平新港。

## 外部連結
- 台江內海文化 （页面存档备份，存于）